# Dalmatský zemský sněm
Dalmatský zemský sněm (chorvatsky Dalmatinski sabor) byl volený zákonodárný sbor v korunní zemi Dalmácie v Rakouském císařství, od roku 1867 v Rakousku-Uhersku, existující do roku 1918. Byl jedním ze zemských sněmů Předlitavska.

## Vznik zemského sněmu roku 1861

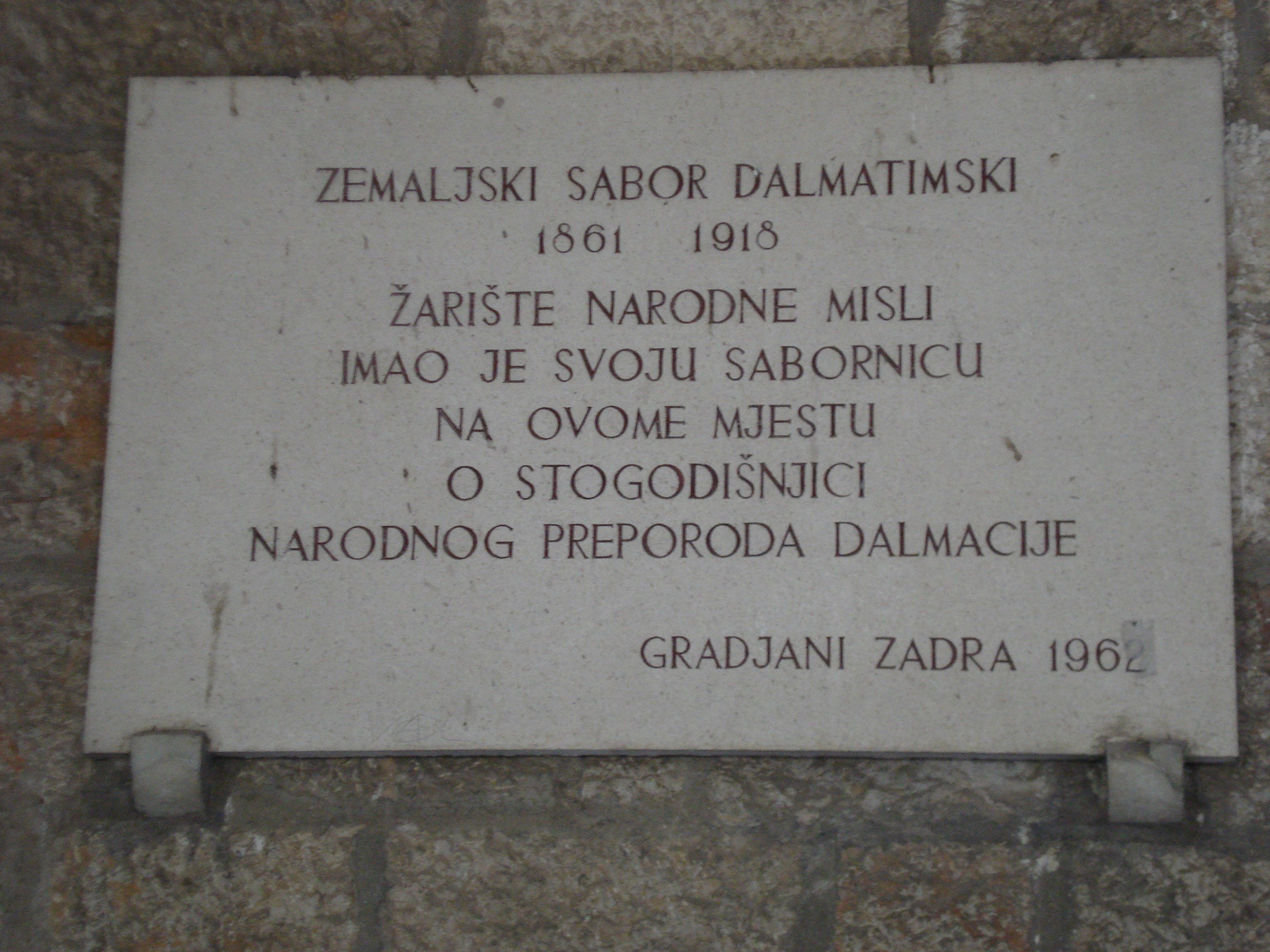
Pamětní deska zemského sněmu v Zadaru

Dalmatský sněm vznikl v roce 1861 společně s dalšími zemskými sněmy v monarchii v rámci přechodu na ústavní formy vlády a zemské samosprávy tak, jak ho nastavila únorová ústava, jíž vydal císař František Josef I. Zároveň s ní byly konkretizovány i volební řády a složení sněmu. Takto nastavené parametry pak platily převážně až do roku 1918.
V případě Dalmácie se ovšem vedly v 60. letech ještě debaty o tom, zda má tato země mít vlastní zemský sněm, nebo zda má být v rámci Trojjediného království dalmatského, chorvatského a slavonského začleněna do jednotného chorvatského státního útvaru se společným parlamentem (saborem). V této debatě se střetli dalmatští autonomisté se stoupenci chorvatského státoprávního sjednocení. Další roli v této polemice sehrával zájem Vídně a také fakt, že většinu prvního zemského sněmu Dalmácie tvořili příslušníci etnických Italů žijících v tomto regionu. Nakonec tedy Dalmácie zůstala separátní korunní zemí a byla (na rozdíl od užšího Chorvatska a Slavonie) součástí Předlitavska, otázka dalmatské státoprávní budoucnosti ale zůstávala trvalým předmětem debat.

## Sestavení sněmu a volební systém
Sněm měl 43 poslanců. Z toho 2 na něm zasedali z titulu své funkce tedy jako virilisté. Byli to zadarský arcibiskup a pravoslavný biskup zadarský. Zbylých 41 poslanců bylo voleno ve čtyřech kuriích:
- 10 poslanců za největší daňové poplatníky
- 8 poslanců za města
- 3 poslanci za obchodní a živnostenské komory
- 20 poslanců za venkovské obce

| Volební obvod | Počet zvolených poslanců | Počet voličů (1861) |
| ------------- | ------------------------ | ------------------- |
| Zadar         | 4                        | 158                 |
| Split         | 3                        | 110                 |
| Dubrovník     | 2                        | 74                  |
| Kotor         | 1                        | 74                  |
| celkem        | 10                       | 416                 |

Volební právo pro tuto kurii omezoval volební cenzus stanovený na 100 zlatých odvedených na dani ročně (v Kotoru to bylo 50 zlatých).
V kurii měst měla města Zadar, Šibenik, Split, Makarska, Dubrovník a Korčula po jednom poslaneckém mandátu. Města Hvar a Starigrad volila dohromady jednoho poslance stejně jako města Perast a Herceg Novi. I zde platil volební cenzus založený na daňové poplatnosti voliče. Některé profesní skupiny jako vyšší úředníci, učitelé, duchovní a vojáci měly volební právo automaticky.
V případě kurie obchodních a živnostenských komor měl Split nárok na jeden poslanecký mandát, komory v Dubrovníku a Kotoru pak volily společného poslance.
I poslanci za venkovské obce byli voleni na základě cenzu (s výjimkou pro některé profesní skupiny inteligence). Cenzus byl definován tak, že volební právo měly jen dvě třetiny daňových poplatníků s nejvyššími daňovými odvody. Zároveň šlo o nepřímé volby. Na každých 500 voličů připadal jeden volitel, který pak fakticky vybíral budoucího poslance zemského sněmu.
| Číslo obvodu | Volební obvod                 | Počet zvolených poslanců |
| ------------ | ----------------------------- | ------------------------ |
| 1            | Zadar-Rab-Pag                 | 2                        |
| 2            | Šibenik-Skradin               | 2                        |
| 3            | Benkovac-Obrovac-Kistanje     | 3                        |
| 4            | Drniš-Knin-Vrlika             | 1                        |
| 5            | Split-Trogir-Omiš             | 2                        |
| 6            | Brač-Hvar-Vis                 | 2                        |
| 7            | Sinj                          | 2                        |
| 8            | Imotski                       | 1                        |
| 9            | Vrgorac-Makarska-Metković     | 1                        |
| 10           | Dubrovnik-Cavtat              | 1                        |
| 11           | Korčula-Ston-Orebić-Pelješac  | 1                        |
| 12           | Kotor-Risan-Budva-Herceg Novi | 2                        |
|              | celkem                        | 20                       |

## Pravomoci a procedury sněmu
Sněm se poprvé sešel 6. dubna 1861. Podle původních propozic se měl scházet jednou ročně, v praxi ale bylo více let, kdy sněm zasedal vícekrát, ale i léta, kdy se nesešel ani jednou. Celkem se po dobu jeho existence konalo 44 zasedání. Každé trvalo většinou několik dnů, to nejdelší v roce 1863 ovšem probíhalo po dva a půl měsíce a nejkratší bylo provedeno během jednoho dne.
Císař jmenoval za předsedu sněmu zemského hejtmana. Ten pak vedl i zemský výbor jako exekutivní orgán zemské samosprávy. Členy výboru volil sněm. Měl čtyři řadové členy (od roku 1902 pět). V pravomoci sněmu byla legislativa v oblasti školství, sociální péče, hospodářských otázek. Aby rozhodnutí sněmu nabylo zákonné platnosti, muselo být schváleno zemským místodržícím coby zástupcem císaře a státní správy.
Sněm publikoval svá rozhodnutí, společně s nařízeními místodržitele a zemského výboru v zemské sbírce zákonů pro Dalmatské království. Poprvé tento úřední list vyšel 25. července 1863 a týkal se výplat odměn za likvidaci škodné zvěře. Posledním nařízením vydaným ve sbírce zákonů byl zákon ze 17. května 1914 publikovaný 1. listopadu 1914, jenž se týkal zavedení levostranného provozu na veřejných nestátních komunikacích.
V období let 1861–1873 rovněž dalmatský sněm vybíral poslance na celorakouský parlament do Vídně (Říšská rada), pak byl systém voleb změněn na přímé, v nichž dalmatští voliči volili své zástupce v celostátním parlamentu přímo a podle separátního volebního systému (od roku 1896 všeobecné a od roku 1907 i rovné volební právo pro muže). Podíl Dalmácie na složení celostátní sněmovny postupně rostl. V roce 1861 měla posílat do Říšské rady minimálně pět, od roku 1873 minimálně devět a od roku 1896 minimálně jedenáct poslanců.

## Politické strany na sněmu
Na sněmu se utvořily dvě politické strany, respektive politické bloky. Do roku 1870 měli většinu autonomisté (chorvatsky nazýváni též talijanaši, tedy proitalští). Patřili k nim etničtí Italové na pobřeží Dalmácie (cca 6 % populace země) ale i četní etničtí Chorvati a Srbové, zejména státní úředníci, včetně zde působících rakouských Němců. Druhým politickým táborem byla Národní strana (Narodna stranka). Ta naopak usilovala o spojení s užším Chorvatskem a Slavonií. Podíleli se na ni i etničtí Srbové žijící v Dalmácii (jedním z jejích předáků byl etnický Srb Stjepan Mitrov Ljubiša). Národní strana prodělala v roce 1873, 1879 a znovu 1892 rozkol. Závažný byl zejména rozkol z roku 1879, kdy se od ní odtrhli srbští aktivisté a založili vlastní formaci Srpska Stranka a zbylá strana se od roku 1889 nazývala Hrvatska narodna stranka. Při dalším štěpení v roce 1892 od ní ale odešlo šest poslanců a založili nový subjekt Strana práva, který byl v státoprávních otázkách radikální a protirakouský. Obě tyto chorvatské strany se ale sloučily v roce 1905 do jednotné platformy Hrvatska stranka.

## Národnostní a jazyková otázka
Sčítání lidu 1880 v Rakousku-Uhersku ukázalo, že Dalmácie je etnicky výrazně chorvatská (93,5 % populace). Na etnické Italy připadalo 5,8 % a na osoby udávající jako obcovací jazyk němčinu jen 0,7 % obyvatelstva. Italština ale zůstávala jazykem vyšších vrstev. I školní vyučování v Dalmácii probíhalo od roku 1816 v italštině. Italská byla v rakouských úředních dokumentech i oficiální jména obcí v Dalmácii. Dokonce tiskový orgán Národní strany Il Nazionale byl tištěn převážně v italštině, předáci stran často neovládali chorvatštinu na dostatečné úrovni.
Na svém prvním zasedání se zemský sněm usnesl, že projevy mohou být pronášeny v italštině i chorvatštině. Protože ale italštinu ovládali všichni poslanci, měly být případné chorvatské příspěvky doprovázeny krátkým shrnutím v italském jazyce. Postupně se ale jazyková situace měnila. V září 1871 rozhodl sněm, že jak italština tak chorvatština mají být úředními zemskými jazyky. Císař ale toto nařízení neschválil, protože byl názoru, že nespadá do kompetence zemského sněmu. Nicméně postavení obou jazyků na stejnou úřední úroveň bylo provedeno dekretem 1. března 1872.
21. července 1883 sněm odhlasoval, že jednací řečí sněmu je chorvatština, byť projevy mohly být nadále pronášeny italsky. Mezitím se rozvíjelo užívání chorvatského jazyka ve školství, justici a správě. Od roku 1866 zvláštní komise zemského sněmu řešila převod škol na chorvatský vyučovací jazyk. Ve školním roce 1884/1885 už z 329 škol vyučovaly italsky jen tři.

## Vztah sněmu a místodržitele
Zatímco zemský sněm byl nejvyšším orgánem zemské samosprávy, státní správu reprezentoval místodržící jmenovaný císařem a sídlící v zemském hlavním městě Zadaru.
Místodržící uváděl do úřadu jménem císaře zemského hejtmana a řídil proces schvalování sněmovních rozhodnutí ve Vídni. Zároveň byl zodpovědný skrz svůj místodržitelský úřad za ty kompetence, které spadaly na celostátní úroveň.

### Seznam místodržících Dalmácie
- Christoph von Lattermann (1813–1815)
- Franjo Tomašić (1815–1831)
- Wenzel Wetter von Lilienberg (1831–1840)
- Johann August von Turszky (1840–1848)
- Ludwig von Welden (1848)
- Josip Jelačić (1848–1859)
- Lazarus von Mamula (1859–1865)
- Franjo Filipović (1865–1867)
- Johann von Wagner (1867–1869)
- Josef Bruno Fluck von Leidenkron (1869–1870)
- Gabriel von Rodich (1870–1881)
- Stephan von Jovanovič (1881–1885)
- Ludwig von Cornaro (1886)
- Karl von Blažeković (1886–90)
- Emil David von Rhonfeld (1890–1902)
- Erasmus von Handel (1902–1905)
- Niko(laus) Nardelli (1906–1911)
- Mario Attems (1911–1918)